# Siikasaari (ö i Finland, Mellersta Finland, Äänekoski)
Siikasaari är en ö i Finland. Den ligger i sjön Konnevesi och i kommunen Konnevesi i den ekonomiska regionen  Äänekoski ekonomiska region  och landskapet Mellersta Finland, i den centrala delen av landet, 280 km norr om huvudstaden Helsingfors. Öns area är 3,1 hektar och dess största längd är 280 meter i nord-sydlig riktning.